# Концерт для фортепиано с оркестром (Сгамбати)
Концерт для фортепиано с оркестром соль минор — произведение Джованни Сгамбати, написанное не позднее 1880 года и опубликованное в 1882 году. В первой публикации пронумеровано как Op.15, однако в последнее время нередко упоминается как Op.10 согласно позднейшей рукописи Сгамбати со списком собственных сочинений. Примерная продолжительность звучания 43 минуты.

## Структура произведения
I. Moderato maestoso

II. Romanza: Andante sostenuto

III. Allegro animato

## Характеристика музыки
Сгамбати был ближайшим итальянским сподвижником Ференца Листа, и неудивительно, что все специалисты отмечают преемственность концерта по отношению к сочинениям Листа. Этим, однако, по общему мнению дело не исчерпывается: музыкальные критики видят в концерте также и характерные хроматизмы, напоминающие о Рихарде Вагнере (который встречался со Сгамбати в 1876 году и оказал ему поддержку), и определённую ориентацию на Иоганнеса Брамса, в том числе в аспекте тщательно продуманного баланса классической и романтической тенденции.

## Записи
- Хорхе Болет, Нюрнбергский симфонический оркестр, дирижёр Эйнсли Кокс (1972)
- Франческо Карамьелло, Нюрнбергский филармонический оркестр, дирижёр Фабрицио Вентура (2000)
- Массимилиано Дамерини, Симфонический оркестр Рима, дирижёр Франческо Ла Веккиа (2012, опубликовано 2024)